# Eddy Planckaert
Eddy Planckaert (Nevele, 22 de setembre de 1958) va ser un ciclista belga, professional entre 1980 i 1991.
Era un ciclista que destacava per la seva velocitat a les arribades, cosa que li permeté guanyar nombroses curses a l'esprint. Durant la seva carrera esportiva aconseguí més de 100 victòries, destacant victòries d'etapa en les tres Grans Voltes i la classificació per punts del Tour de França de 1988. També guanyà clàssiques com el Tour de Flandes de 1988 i la París-Roubaix de 1990, cursa que guanyà per tan sols un centímetre, després de més de 7 hores sobre la bicicleta, al canadenc Steve Bauer.
Membre d'una nissaga de ciclistes, és el germà petit dels també ciclistes Willy i Walter Planckaert. El seu nebot Jo i el seu fill Francesco també són ciclistes professionals.

## Palmarès
- 1978
  - 1r a la Fletxa flamenca
- 1979
  - 1r a la Fletxa flamenca
  - 1r a la Kattekoers
- 1980
  - 1r a la Kattekoers
- 1981
  - 1r a la Ronde van Midden-Zeeland
  - Vencedor d'una etapa del Tour de França
- 1982
  - Vencedor de 5 etapes de la Volta a Espanya
  - Vencedor de 2 etapes de la Volta a Euskadi
- 1983
  - 1r a la Fletxa Brabançona
  - 1r a la Brussel·les-Ingooigem
  - Vencedor d'una etapa de la París-Niça
  - Vencedor de 2 etapes dels Quatre dies de Dunkerque
- 1984
  - 1r a la Volta a Bèlgica i vencedor de 3 etapes
  - 1r a l'Omloop Het Volk
  - 1r a l'Étoile de Bessèges i vencedor de 4 etapes
  - 1r al Gran Premi d'Obertura La Marseillaise
  - 1r al Gran Premi Marcel Kint
  - Vencedor de 3 etaes del Tour del Mediterrani
  - Vencedor de 2 etapes de la París-Niça
  - Vencedor d'una etapa de la Volta a Suïssa
  - Vencedor d'una etapa dels Quatre dies de Dunkerque
- 1985
  - 1r a l'Omloop Het Volk
  - 1r a l'A través de Bèlgica
  - 1r a l'Acht van Chaam
  - Vencedor de 2 etapes de la Volta a Espanya
  - Vencedor de 2 etapes de la París-Niça
- 1986
  - 1r al Gran Premi d'Obertura La Marseillaise
  - Vencedor de 4 etapes de la Setmana Catalana
  - Vencedor de 2 etapes de la Volta a Espanya
  - Vencedor d'una etapa del Tour de França
  - Vencedor d'una etapa de l'Etoile de Besseges
- 1987
  - 1r al Gran Premi E3
  - Vencedor de 2 etaes del Tour del Mediterrani
  - Vencedor d'una etapa del Giro d'Itàlia
  - Vencedor d'una etapa de la París-Niça
- 1988
  - 1r al Tour de Flandes
  -  1r de la classificació per punts del Tour de França
  - Vencedor d'una etapa dels Quatre dies de Dunkerque
- 1989
  - 1r al Gran Premi E3
  - 1r a l'Omloop Mandel-Leie-Schelde
  - Vencedor d'una etapa de la Volta a Espanya
- 1990
  - 1r a la París-Roubaix
  - 1r a la Volta a Limburg
  - Vencedor d'una etapa de la Tirreno-Adriatico
  - Vencedor d'una etapa de la Volta a Astúries
  - Vencedor d'una etapa de la Bicicleta Basca

### Resultats al Tour de França
- 1981. Abandona (15a etapa). Vencedor d'una etapa
- 1982. Abandona (17a etapa)
- 1984. Abandona (12a etapa)
- 1986. Abandona (12a etapa). Vencedor d'una etapa
- 1988. 115è de la classificació general.  1r de la classificació per punts
- 1989. Abandona (18a etapa)
- 1990. Abandona (9a etapa)

### Resultats a la Volta a Espanya
- 1982. Abandona. Vencedor de 5 etapes
- 1985. Abandona. Vencedor de 2 etapes
- 1986. Abandona. Vencedor de 2 etapes
- 1989. 95è de la classificació general. Vencedor d'una etapa
- 1991. Abandona

### Resultats al Giro d'Itàlia
- 1987. 117è de la classificació general. Vencedor d'una etapa